# Ареццо
Аре́ццо (итал. Arezzo МФА: [aˈrettso]о файле, лат. Arretium) — город в итальянской области Тоскана, административный центр одноимённой провинции. Ареццо расположен в 80 км к юго-востоку от Флоренции, на холмах, окружающих верхнее течение реки Арно.
Покровителем города считается святой Донат Аррецийский. Праздник города — 7 августа.

## История

### Античность

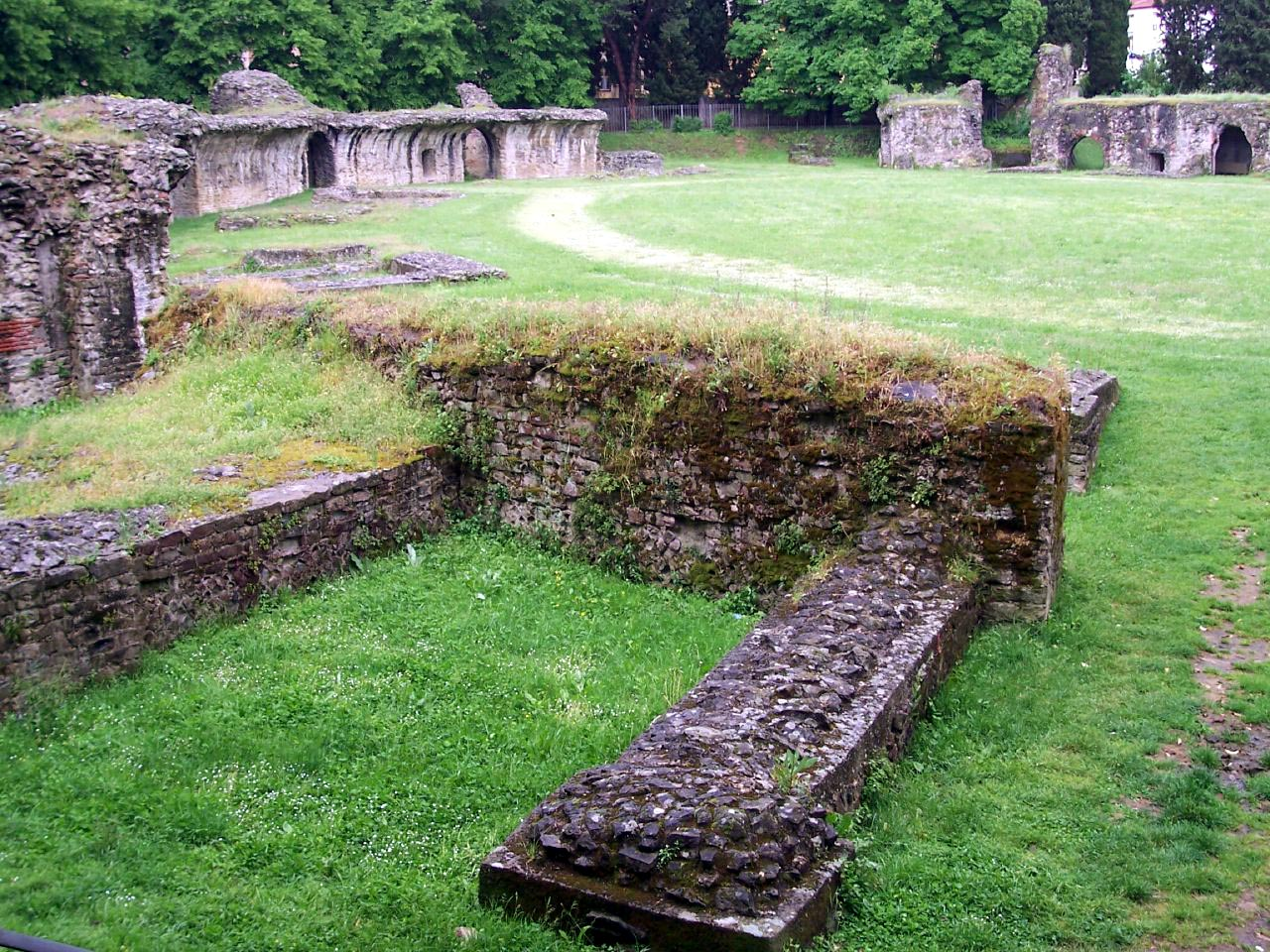
Развалины римского амфитеатра в Ареццо

Ареццо — один из древнейших городов Тосканы: первое поселение на его месте возникло ещё в VI в. до н. э.. Вскоре Арреций (лат. Arretium), как его позднее стали называть римляне, стал одним из двенадцати городов-государств Этрурии. По всей видимости, под властью этрусской конфедерации Арретиум достиг значительной степени процветания, благодаря торговле с другими городами Центральной Италии. До настоящего времени от древнего этрусского города сохранились остатки крепостной стены, развалины некрополя на Поджо-дель-Соль, а также бронзовые скульптуры Химеры и Минервы, находящиеся во Флорентийском археологическом музее. Даже после начала упадка приморских этрусских городов Арретиум сохранил своё значение, причём на первое место вышло производство различных гончарных и бронзовых изделий. Тит Ливий называл Арреццо вместе с Кьюзи и Перуджей «столицами этрусков».
Город стоял в авангарде борьбы этрусков с Римом, однако в 311 г. до н. э. он был завоёван римлянами. Центр города был частично разрушен, а большое количество жителей выселено за его пределы. Арретиум стал римской колонией. В III веке до н. э. Арретиум принимал участие на стороне Рима в отражении гальского вторжения, а позднее служил одной из главных баз для экспансии Римской республики в северном направлении. К середине I века до н. э. город получил статус муниципия. В гражданской войне между Суллой и Марием Арретиум принял сторону последнего, что привело после победы Суллы к разорению города и изгнанию большинства жителей. Вместо них в город были переселены ветераны армии Суллы, которые основали здесь колонию Арретиум-Фиденс (лат. Arretium Fidens). В период правления Юлия Цезаря город принял новую волну ветеранов-колонистов, образовавших колонию Арретиум-Юлиум (лат. Arretium Julium).
Благодаря постоянному притоку переселенцев, значение Арретиума постоянно росло. К началу I века численность его населения достигла 100 тысяч человек, превратив город в третий по величине в Италии (после Рима и Неаполя). Территория Арретиума также существенно выросла. Во II веке был построен амфитеатр, развалины которого сохранились до настоящего времени, и публичные бани. Город был широко известен благодаря производству терракотовых изделий: арретинские вазы экспортировались в самые отдалённые уголки Римской империи и за её пределы. Именно из Арретиума происходил Гай Цильний Меценат, близкий соратник императора Октавиана Августа, знаменитый своим покровительством искусству.

### Раннее средневековье
После падения Римской империи население Ареццо значительно уменьшилось в результате вторжений варваров и упадка экономики. Однако расположение на пути из Рима в долину реки По позволяло городу сохранять существенное значения в начале средневековья. В V—VI веке Ареццо находился на границе Остготского королевства и владений византийского экзарха Равенны, а позднее город стал одним из первых итальянских населённых пунктов, перешедших под власть лангобардов. В период лангобардского господства этнический состав населения Ареццо значительно изменился, торговые связи сократились, а центр города был перенесён на вершину холма, где был воздвигнут замок. В конце VIII века Ареццо вошёл в состав Франкской империи Карла Великого, а с 961 года — в состав Священной Римской империи. В этот период продолжался застой экономического и культурного развития города, усиленный постоянными междоусобными войнами в Центральной Италии.

### Аретинская республика

#### Образование коммуны (XI—XII века)
Находясь в составе Священной Римской империи, Ареццо относился к Тосканской марке, однако власть маркграфов Тосканы в городе была слаба. Постепенно управление городом и контроль над его округой сконцентрировался в руках епископа Ареццо. Епископство в городе было основано ещё в IV веке, и, несмотря на все вторжения и войны раннего Средневековья, преемственность аретинских епископов с тех пор никогда не прерывалась. Императоры Священной Римской империи, заинтересованные в создании прочной опоры в Италии, активно поддерживали епископов, предоставляли им значительные привилегии и жаловали земельные владения. К середине XI века епископ Ареццо был признанным политическим и духовным лидером региона верхнего течения Арно. В его диоцез входила территория от долины Кьяны до Фьезоле и северной Умбрии. C 1059 года епископ Ареццо стал носить также титул графа, присвоив таким образом себе светскую власть над Аретинским контадо.

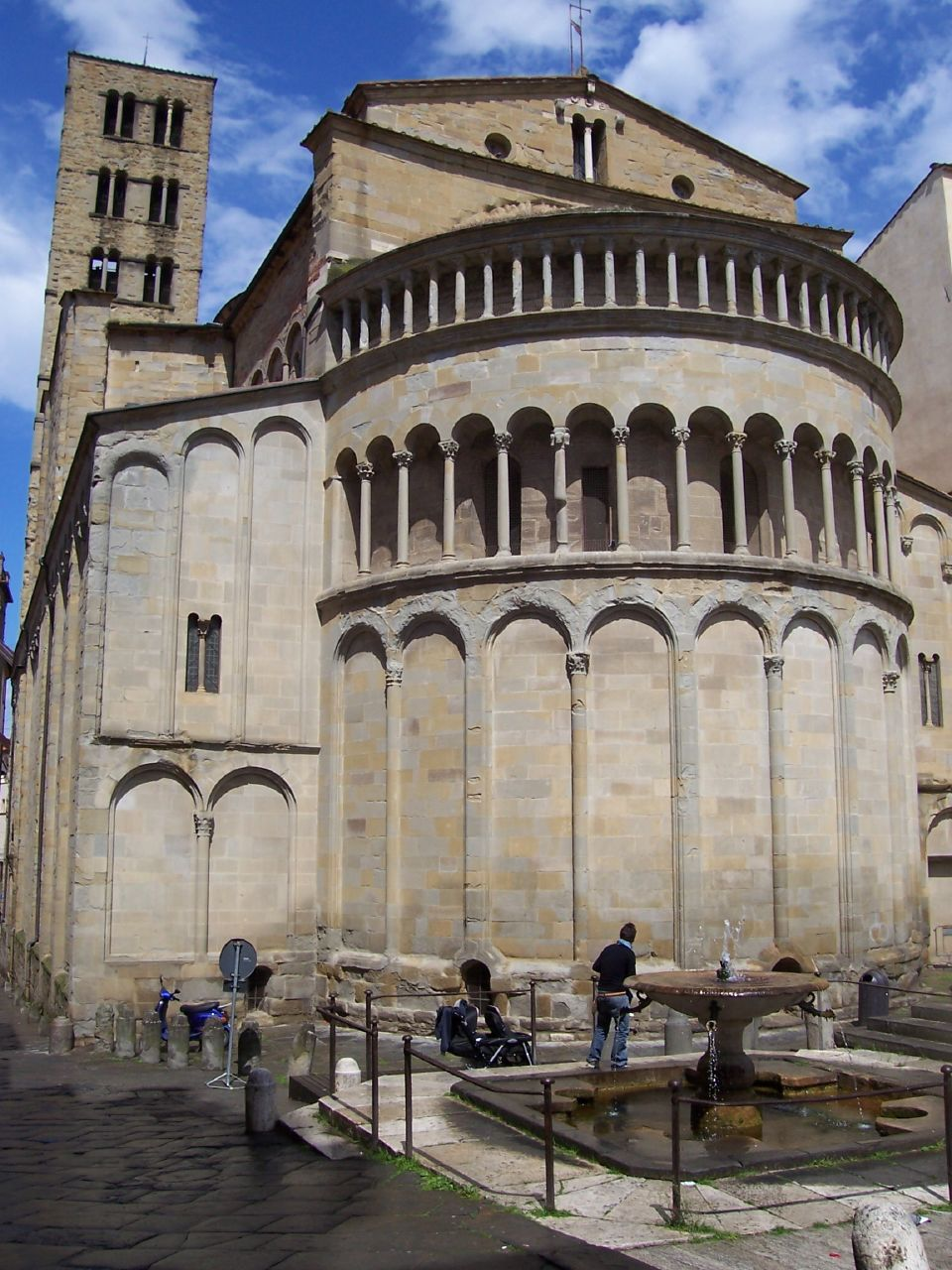
Базилика Санта-Мария-делла-Пьеве в Ареццо

Однако подъём торговли и ремесла, начавшийся в итальянских городах в XI веке, который затронул и Ареццо, привёл к росту влияния городского купечества и социальному сплочению горожан против власти епископа. Уже в конце XI века в Ареццо возникла коммуна, объединяющая торгово-ремесленные круги населения и претендующая на свою долю в управлении городом. Под 1098 годом впервые упомянут орган управления коммуны — коллегия консулов, избираемых на общих собраниях горожан, которая разделила власть в Ареццо с епископом. После смерти маркграфини Матильды Тосканской в 1115 году центральная власть в Тоскане практически перестала существовать. Ареццо превратился в фактически независимое город-государство под властью епископа и коммуны. Постепенно коммунальные органы оттеснили епископа от управления, однако до XIV века он сохранял значительное влияние на политическое развитие города.
Вскоре после образования Аретинской республики коммуна повела борьбу за распространение своей власти на территорию контадо. В серии военных кампаний XII—начала XIII веков горожане установили контроль над феодалами и небольшими населёнными пунктами региона. В борьбе за подчинение сельской округи Ареццо столкнулся с сопротивлением соседних городских коммун — Сиены и Монтепульчано в долине Кьяны, Флоренции в долине Арно. В 1197 году на съезде в Сан-Дженезио было заключено соглашение о разделе сфер влияния между тосканскими городами-государствами, однако это не прекратило столкновений. В конце XII века в структуре органов управления Ареццо произошло существенное изменение: на смену коллегии консулов в качестве правительства республики пришёл институт единоличного подеста́, который избирался обычно из иностранцев и возглавлял военные силы государства.

#### Аретинская республика в период расцвета (XIII век)

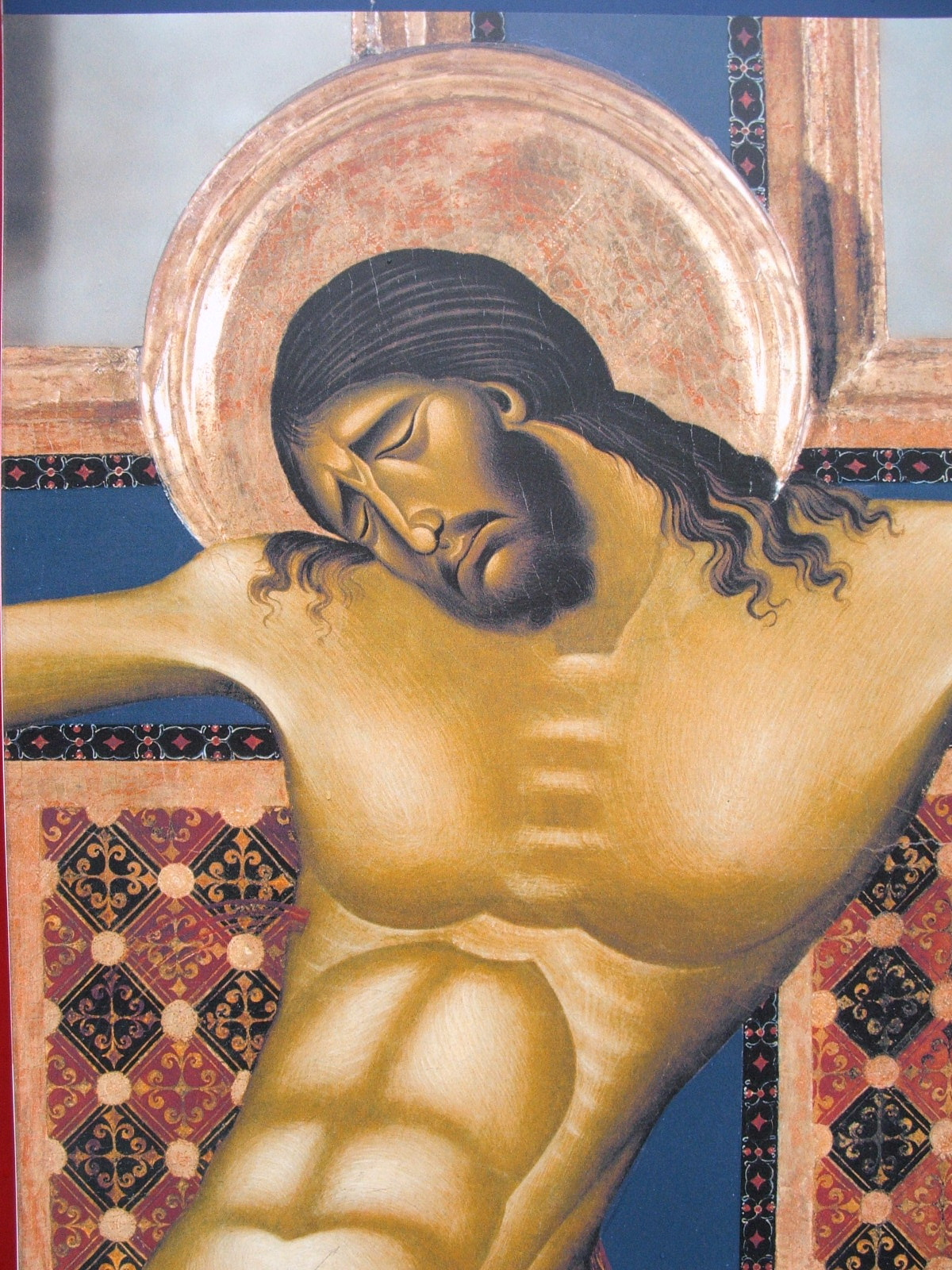
Распятие Иисуса. Чимабуэ Деталь расписного креста из церкви Сан-Доменико в Ареццо (кон. XIII в.)

В борьбе гвельфов и гибеллинов Аретинская республика встала на сторону последних и в военных действиях, развернувшихся в Италии в первой половине XIII века активно поддерживала императора. Главным противником Ареццо в этот период стала гвельфская Флоренция, проводящая политику экспансии в Тоскане. Хотя ряд территорий на севере древнего диоцеза епископа Ареццо были утрачены в ходе войн со Флоренцией, республика сохранила за собой достаточно обширную территорию от долины Казентино до Кьяны и от Вальдарно до Амбры. В 1258 году Ареццо захватил крупный город Кортону, относящийся к владениям папы римского. В 1260 году аретинские войска участвовали в битве при Монтаперти, в результате которой армия Флоренции была разгромлена, а Тоскана перешла под власть гибеллинов. Однако после сражения при Беневенте в 1266 году положение изменилось: началось возрождение гвельфов, получивших сильного союзника в лице Карла Анжуйского. К концу XIII века практически во всех коммунах Тосканы к власти пришли гвельфы. Лишь Аретинская республика сохраняла приверженность императору. При финансовой поддержке папы римского и военной помощи Карла Анжуйского Флоренция сформировала крупную армию и в 1289 году нанесла сокрушительное поражение аретинцам в битве при Кампальдино. В сражении погибли лидеры аретинской коммуны, в том числе архиепископ Гульермино Умбертини. Битва при Кампальдино стала поворотным моментом в истории Ареццо: значительные территории были уступлены Флоренции и Сиене, роль города на политической арене Центральной Италии стала падать.
К XIII веку относится культурный расцвет Аретинской республики. В этот период были построены новые стены, охватившие значительно расширившийся город, сложился романский облик старого города, ярким образцом которого стала базилика Санта-Мария-делла-Пьеве, началось возведение кафедрального собора. В 1255 году в Ареццо был основан университет — один из первых в Италии и Европе вообще. Началось активное развитие изобразительного искусства и литературы. В городе работали как местные художники (Маргаритоне д’Ареццо), так и представители флорентийской (Чимабуэ) и сиенской школ (Пьетро Лоренцетти), расписавшие интерьеры кафедрального собора Ареццо и церквей доминиканского и францисканского орденов. Высокого уровня достигла аретинская литература в творчестве одного из ранних итальянских поэтов Гвиттоне д’Ареццо. В 1302 году в городе родился Франческо Петрарка.

#### Синьория Тарлати и потеря независимости (XIV век)

Аретинская республика в 1350 г.
Пунктиром показаны границы утраченных территорий, синим цветом — годы потерь.

Обострение международного положения Ареццо на рубеже XIII—XIV веков, вызванное усилением экспансии соседних государств и кульминацией борьбы гвельфов и гибеллинов, вызвали рост зависимости республики от наёмных армий кондотьеров и появление тенденции к концентрации государственной власти. Оставаясь в лагере гибеллинов, Ареццо был вынужден для организации отпора гвельфским Флоренции и Сиене прибегать к иностранной помощи. Уже в 1299 году подестой Ареццо стал известный кондотьер Федерико I да Монтефельтро, а в 1308 году правителем государства был избран пизанский тиран Угуччоне делла Фаджиола, который развернул массированное наступление на владения Флорентийской республики. В 1315 году гибеллинская армия Фаджиолы, включающая также и силы Ареццо, разгромила флорентийско-неаполитанские войска в битве при Монтекатини.
Продолжателем этой политики стал епископ Гвидо Тарлати, который стал фактическим правителем Аретинской республики в начале 1320-х годов. Опираясь на союз с Форли, Гвидо Тарлати в 1323 году завоевал город Читта-ди-Кастелло и расширил владения республики в южном направлении, вызвав затяжной конфликт с папой римским. В сфере государственной администрации епископу удалось отстранить от управления государством коммунальные органы и сформировать в 1321 году единоличную пожизненную синьорию, сохранив, однако, видимость республиканской конституции.
После смерти Гвидо Тарлати в 1327 году ему в качестве синьора Ареццо наследовал его брат Пьеро Сакконе, в правление которого республика оказалась в глубоком финансовом и политическом кризисе. Это привело к тому, что в 1337 году город Ареццо был продан Флоренции за 42 800 флоринов.
В 1343 году независимость Аретинской республики была восстановлена. Тем не менее установить стабильное правительство и укрепить финансовое и военное положение государства не удалось. Борьба гвельфской и гибеллинской партий ослабляла республику. Ситуация осложнялась усилением стремлений отдельных патрицианских родов установить в Ареццо наследственную синьорию (правление Джованни Акуто в 1368—1381 г.), которым противостояли пополаны, выступающие за сохранение республиканской конституции. В результате способность Ареццо обеспечить сохранение своей независимости была подорвана. В 1384 году город был вновь продан Флоренции его правителем Ангерраном де Куси. Это означало окончательное присоединение Ареццо к Флорентийской республике.
Последнее столетие существования Аретинской республики было отмечено дальнейшим развитием собственной художественной школы, которая нашла наиболее яркое отражение в работах Спинелло Аретино (1330—1410). К этому же времени относится строительство таких памятников поздней готики в Ареццо, как Дворец приоров (резиденция правительства Аретинской республики), церковь Сан-Франческо и некоторых других.

### Ренессанс и Новое время

Распятие. Фреска внутри иль Дуомо

После присоединения Ареццо к Флорентийской республике в 1384 году значение города стало падать. Ареццо сохранил определённую автономию под управлением утверждаемого Флоренцией капитана, однако общественно-политическое и культурное развитие города оказалось под полным доминированием столицы. Экономическое и демографическое положение постоянно ухудшалось (если в 1552 году в Ареццо проживало более 7750 жителей, то в 1745 году — лишь 6700 человек). Неоднократные восстания против флорентийского господства (самые крупные — в 1502 и 1529—1530 годах) достаточно быстро подавлялись. В 1569 году Ареццо вошёл в состав великого герцогства Тосканы.
Несмотря на экономический и политический упадок города, культурная жизнь продолжала развиваться. Ареццо стало родиной и местом работы таких выдающихся учёных, как историк Леонардо Бруни (1374—1444), ботаник Андреа Чезальпино (1519—1603) и физик Франческо Реди (1626—1698). Из Ареццо также происходил знаменитый итальянский писатель и поэт Пьетро Аретино (1492—1556). В области изобразительного искусства в XV—XVI веках господствовал Ренессанс, представленный в Ареццо такими художниками, как Бернардо Росселлино, Джулиано да Майано, Пьеро делла Франческа, автором фресок в соборе Сан-Франческо, и, наконец, Джорджо Вазари (1511—1574), архитектором дворца Ложи на площади Пьяцца-Гранде и советником великого герцога. В период правления Козимо I центральная часть города была значительно перестроена с целью усиления военного значения Ареццо и ликвидации памятников республиканского периода. Это привело к уничтожению целого ряда средневековых построек, включая древний епископский собор и дворец коммуны, и сооружению колоссального комплекса фортификационных сооружений, а также дворцов новой земельной аристократии.

Колокольня на центральной площади

В 1772 году была проведена муниципальная реформа, объединившая город и его округу в единое административное образование. Таким образом была создана территориальная основа для современной коммуны Ареццо. В конце XVIII века были осушены болота долины Кьяны, что существенно оздоровило климатические условия города.
В период наполеоновских завоеваний Ареццо стал одним из центров консервативной оппозиции, вылившейся в мятежи Viva Maria в 1799 году после восстановления власти великого герцога Тосканы в первой половине XIX века началась активное строительство путей сообщения, связавших Ареццо с другими городами Тосканы и Италии. К этому периоду относится сооружение таких памятников архитектуры, как Пьяцца-дель-Пополо, здание железнодорожного вокзала и «Порт Фердинанда». В 1825 году был образован Аретинский округ, ставший основой будущей провинции Ареццо. В культурной жизни города этого периода доминировал поэт Антонио Гваданьоли (1798—1858).

### Новейшее время
После объединения Италии и расширения административной автономии города развитие Ареццо вновь ускорилось. В 1867 году началась реализация нового градостроительного плана, позволившего улучшить сообщение между различными частями города. В 1881 году был основан Народный банк Ареццо (современное название — «Banca Etruria»), который стал активно кредитовать местную промышленность. В 1895 году на улицах города впервые было установлено электрическое освещение. Старые городские стены были частично разрушены из-за быстрого разрастания города.
Ареццо значительно пострадал во время Второй мировой войны. Город неоднократно переходил из рук в руки и подвергался налётам авиации союзников. 16 июля 1944 года, когда к городу уже подступали войска антигитлеровской коалиции, в Ареццо вспыхнуло восстание против фашистского правительства, поддержанное партизанами. За героизм, проявленный жителями Ареццо в движении Сопротивления, в 1984 году город был награждён золотой медалью.

## Известные уроженцы и жители
- Гвидо д’Ареццо (ок. 990, Ареццо — ок. 1050) — теоретик и реформатор музыки, основоположник современной нотации.
- Франческо Петрарка (1304—1374) — великий поэт, автор Канцоньере и других сочинений.
- Бартоломео ди Сер Горелло (1322/26—1390) — местный хронист, городской нотариус, историк Аретинской республики.
- Доменико Бандини (примерно 1335—1418) — итальянский эницклопедист, автор энциклопедии Fons memorabilium universi.
- Спинелло Аретино (после 1346—1410) — итальянский художник позднего Средневековья.
- Аллесандро дель Борро (1600—1650) – полководец, фельдмаршал.
- Пьетро Аретино (1492—1556) — итальянский писатель Позднего Возрождения, сатирик, публицист, драматург, предтеча европейской журналистики.
- Джорджо Вазари (1511—1574) — выдающийся итальянский живописец, архитектор и писатель. Автор «Жизнеописаний прославленных живописцев, скульпторов и архитекторов».
- Андреа Чезальпино (1519—1603) — итальянский врач, естествоиспытатель, философ.
- Франческо Реди (1626—1697) — известный итальянский (тосканский) врач и натуралист.
- Тереза Маргарита Святейшего Сердца Иисуса, в миру графиня Анна Мария Реди (1747—1770), святая Римско-католической церкви, монахиня ордена босых кармелиток (OCD), мистик.
- Роберто Бениньи (род. 1952) — итальянский актёр, режиссёр, сценарист и продюсер.
- Валентина Джованьини (1980—2009) — эстрадная певица.
- Дилан и Коул Спраус (род. 1992) — американские актёры-близнецы.

## Достопримечательности

Центральная площадь Ареццо

Из многих площадей Ареццо заслуживает внимания Piazza Grande или Ferdinanda с колоннадой, с Loggi’ей, имеющей весьма красивый готический фасад, и с церковью, построенной на фундаменте древнего языческого храма.
Собор, построенный в XIII веке, фасад которого не завершён, подобно многим другим церквам, имеет великолепный главный алтарь из мрамора работы Джиовани Пизано и несколько ценных образов. В прочих церквах — прекрасные картины древней тосканской школы. Базилика Сан-Франческо в Ареццо имеет знаменитые фрески работы Пьеро делла Франческа.
Ареццо — местопребывание префекта и епископа, имеет 15 приходских церквей, академию наук, пользующуюся большой известностью, библиотеку, дипломатический архив, музей древностей, картинную галерею, несколько частных музеев, гимназию, госпиталь и четыре монастыря. Улицы города широкие и хорошо вымощены, городские постройки красивые, снабжён прекрасной водою, пользуется великолепным климатом.
В Ареццо родились Меценат, Петрарка, Пьетро Аретино, Гвидо — изобретатель нот, Леонардо Аретино — историк, Чезальпини — ботаник, Реди — врач и натуралист, маршал д’Анкр, живописец и биограф художников — Вазари и др.

## Культура
В Ареццо так же, как и в Сиене ежегодно проходят театрализованные скачки — Палио.
В Ареццо родился актёр Джованни Гвиделли.
В историю культуры, в том числе прикладного искусства, Ареццо вошло благодаря Арретинской керамике — тонкостенной керамической посуде с печатным рисунком, разновидности терра сигиллата, изготовление которой стало одним из первых в истории примеров массового производства посуды.

## Галерея

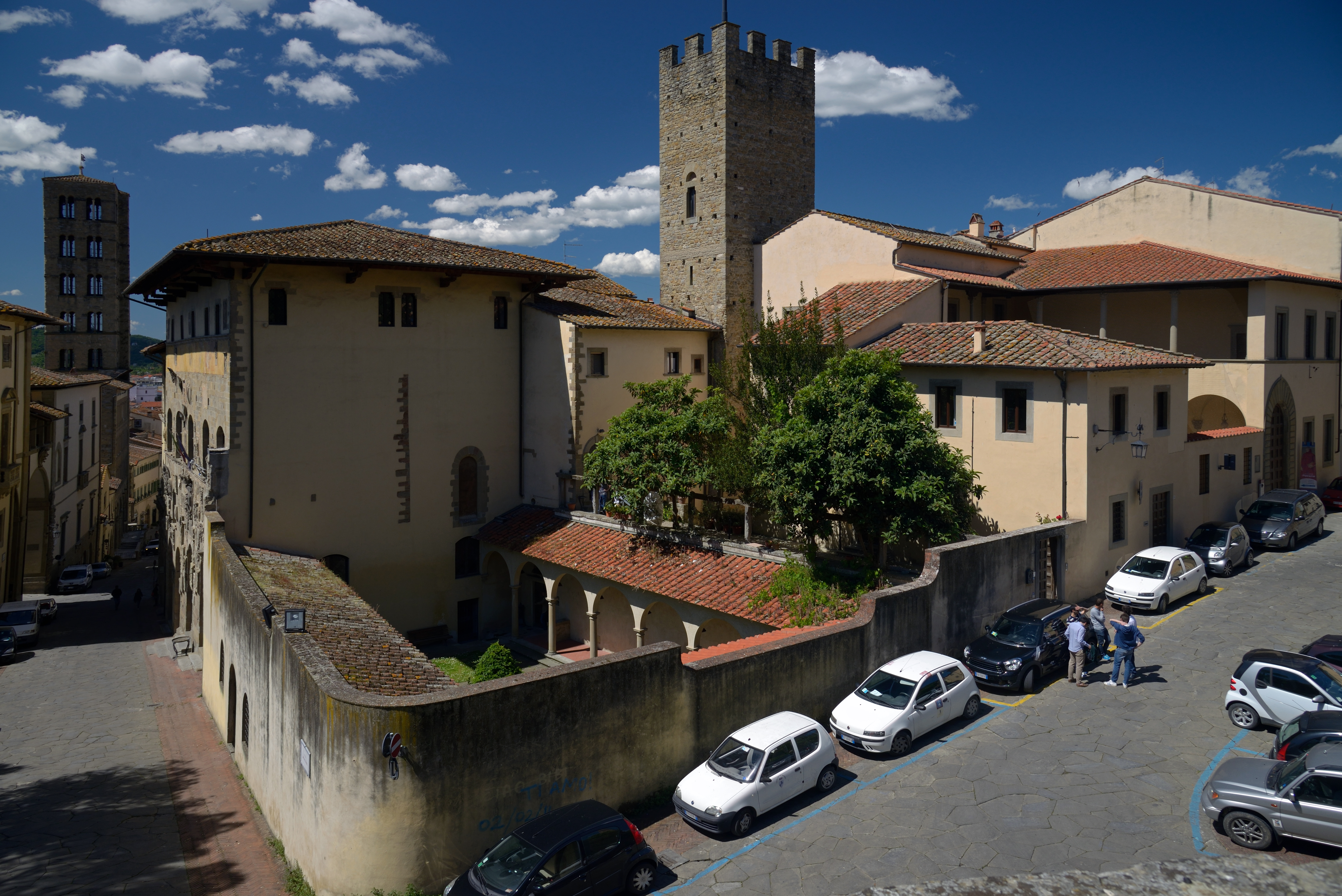
Дом Петрарки (справа) и Палаццо Преторио (слева)
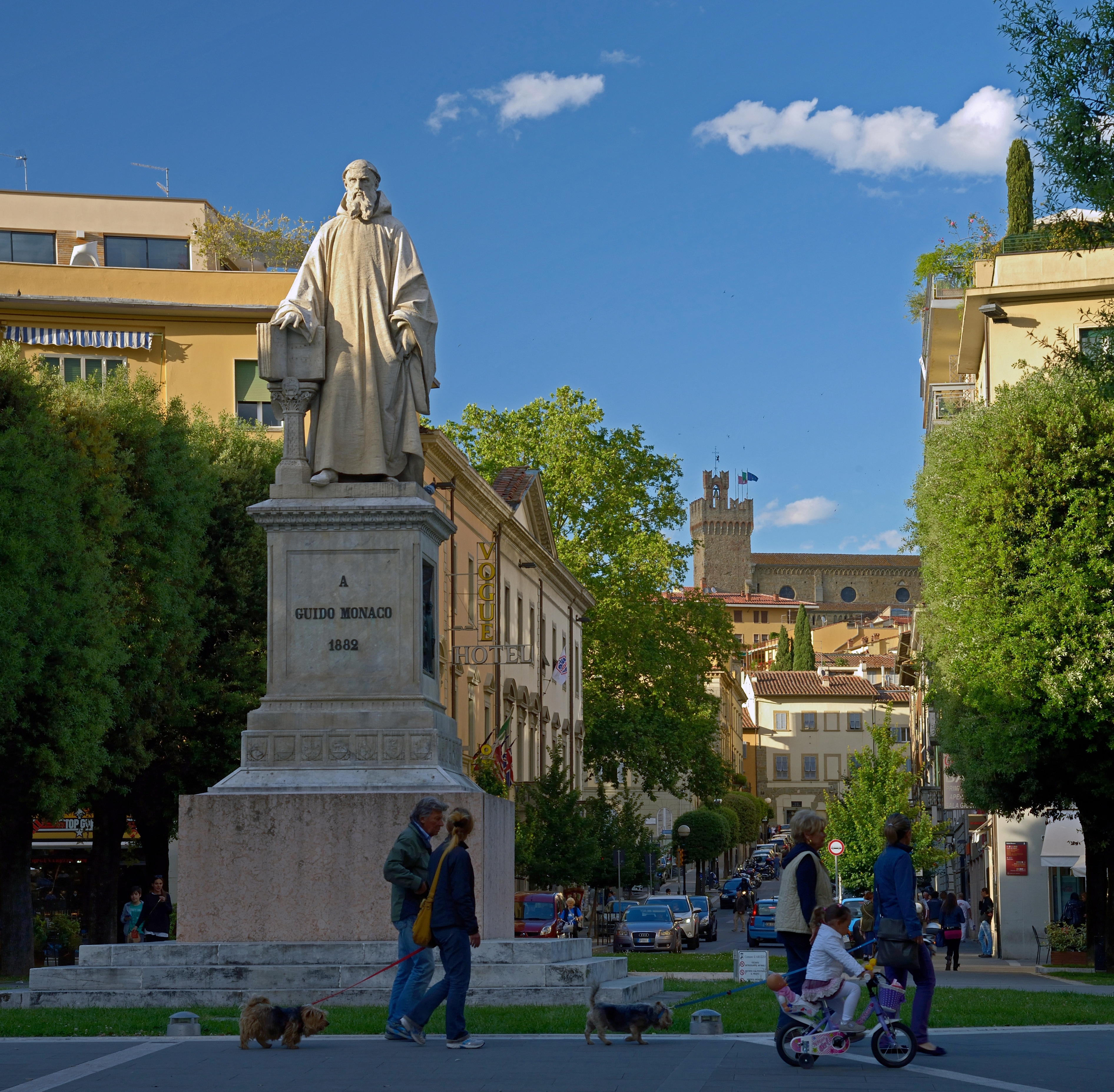
Памятник Гвидо д'Ареццо
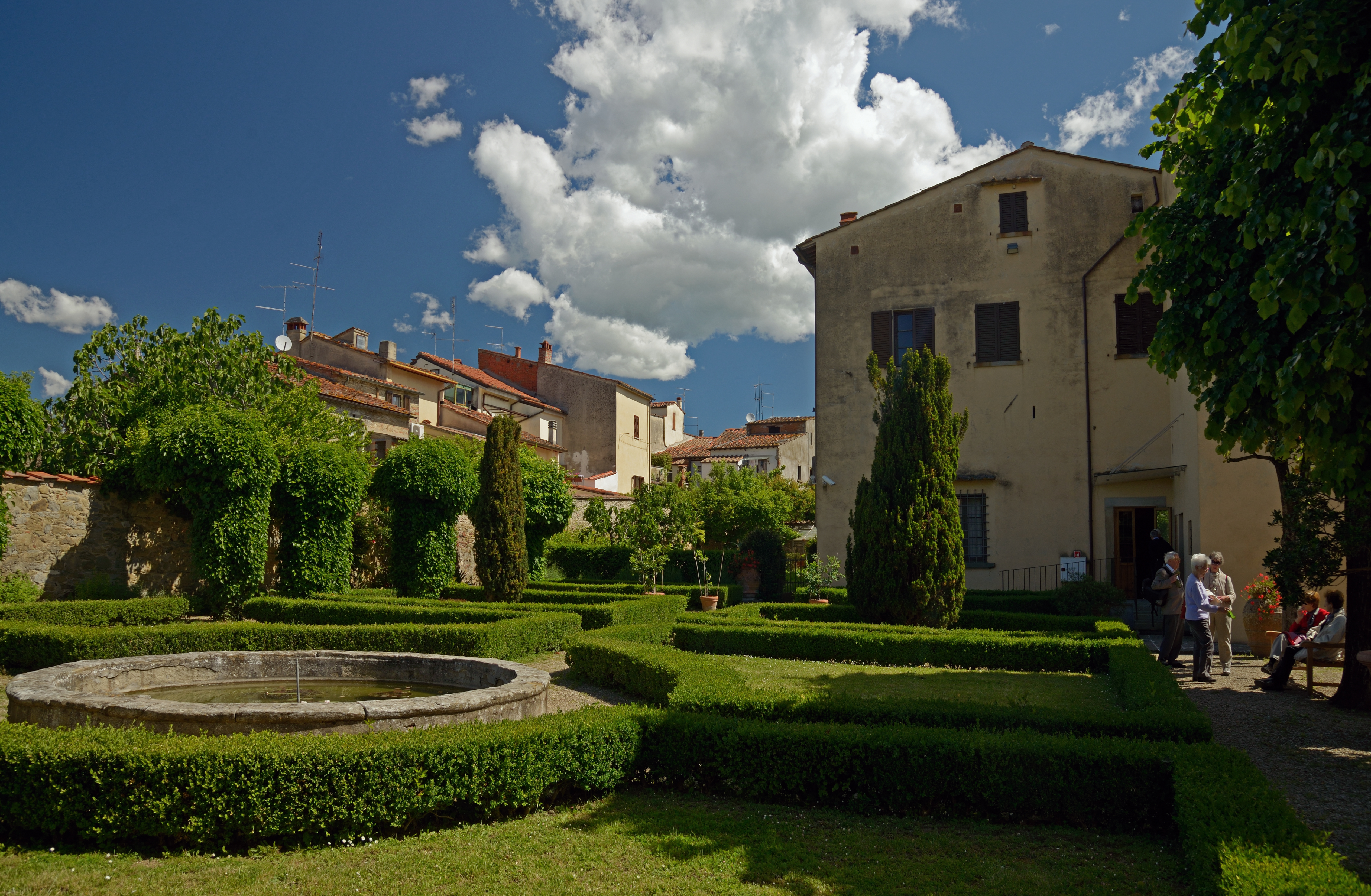
Дом и сад Джорджо Вазари
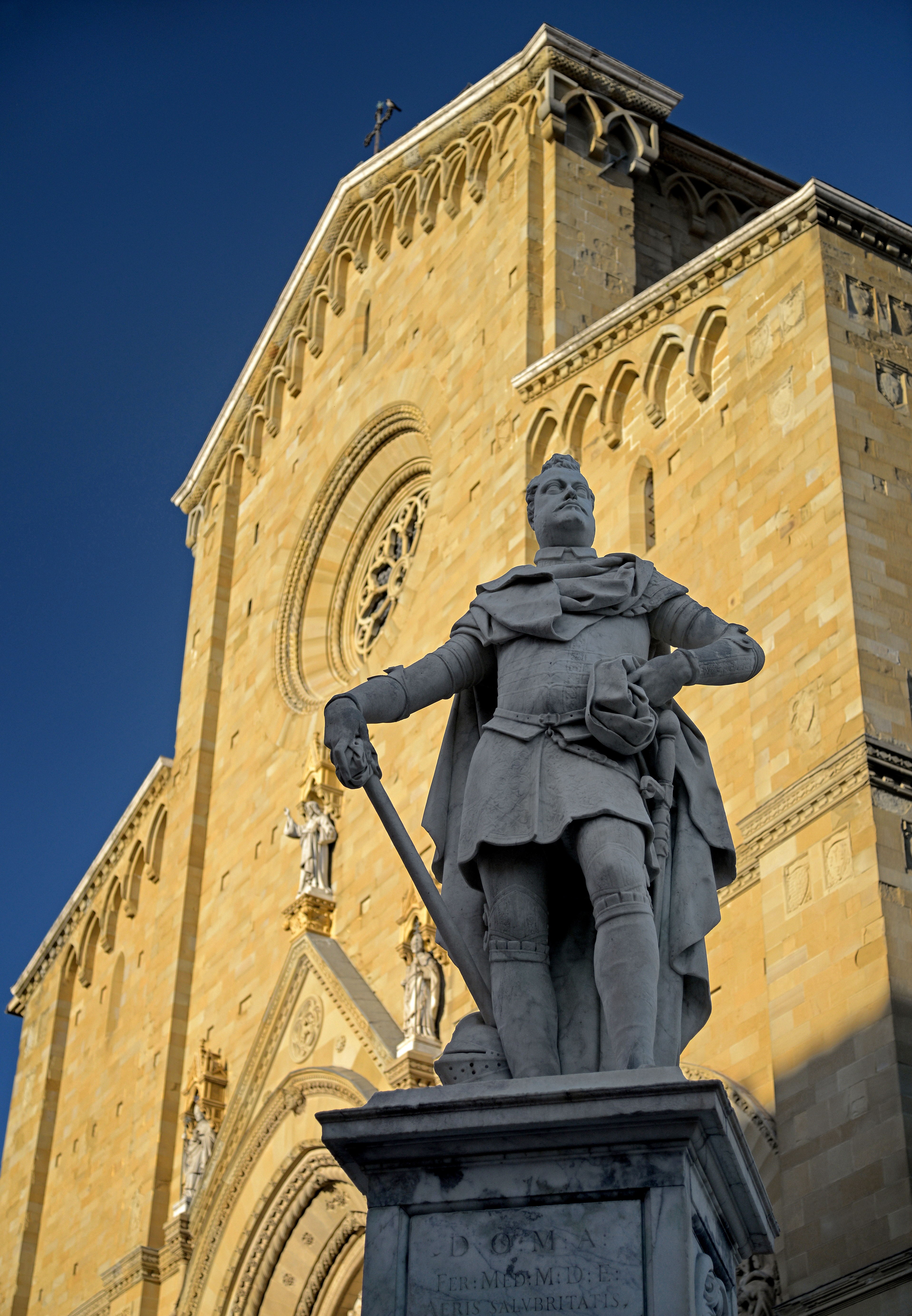
Памятник Фердинанду I Медичи перед Дуомо
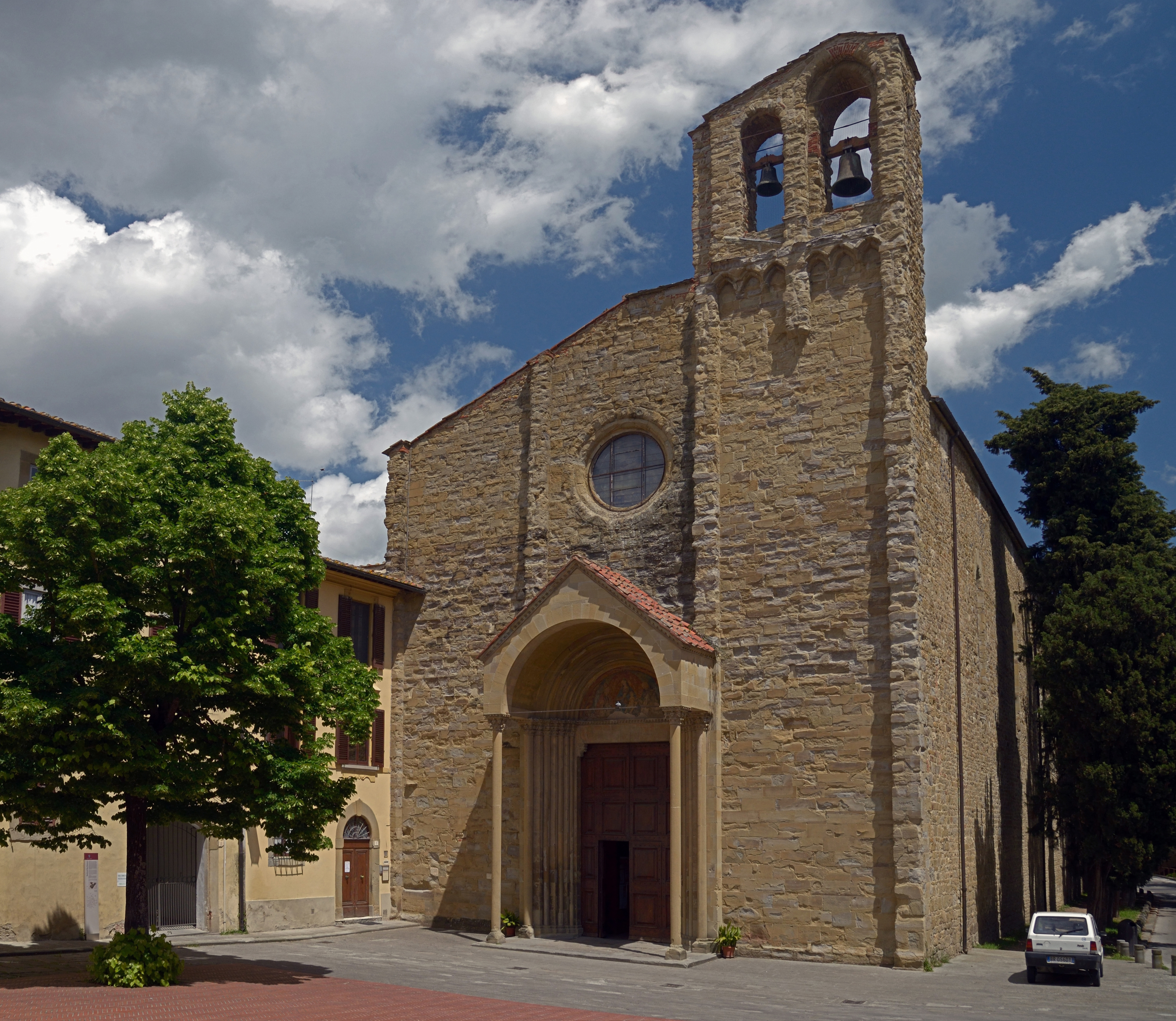
Базилика Сан Доменико
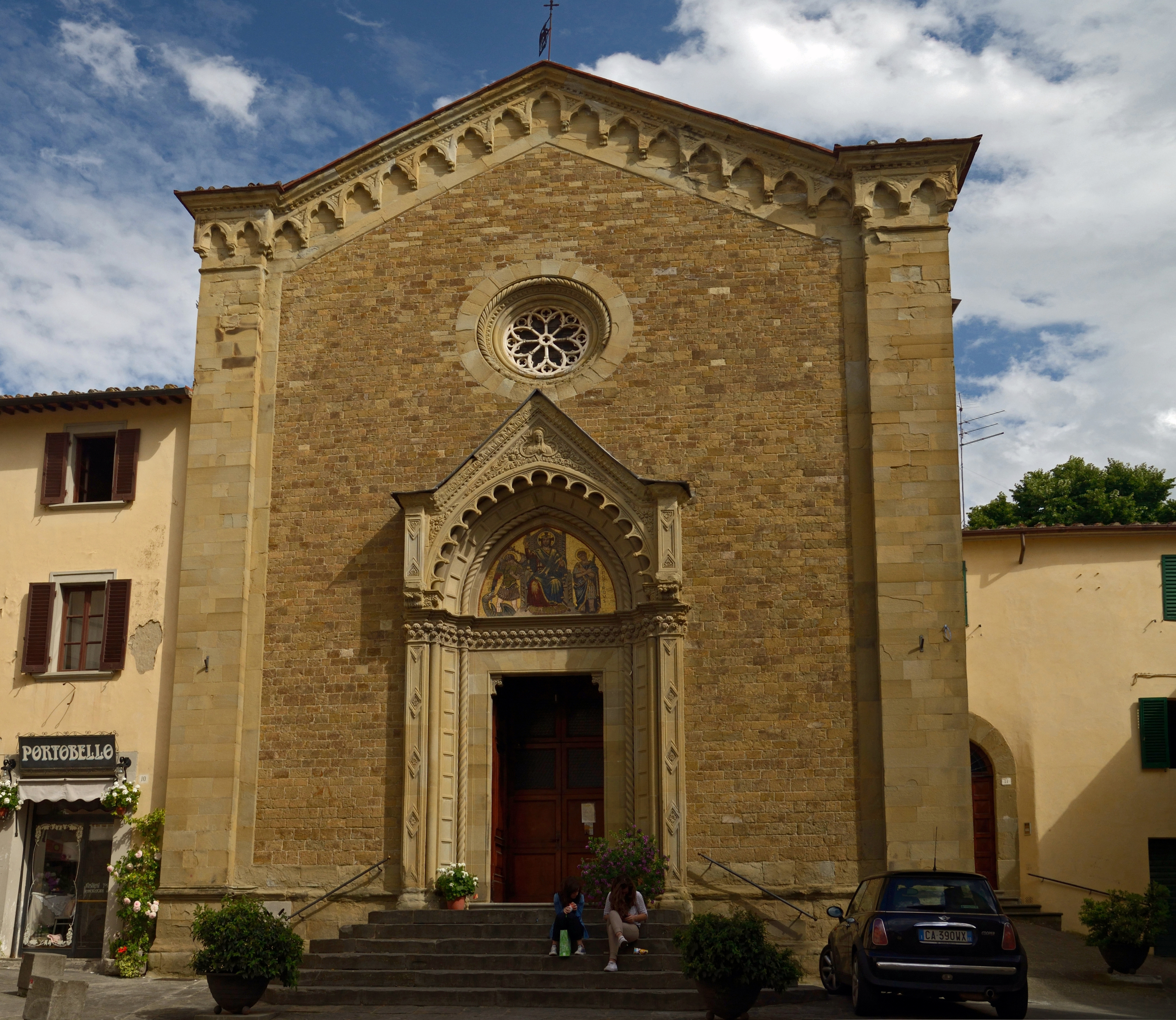
Церковь Сан Микеле
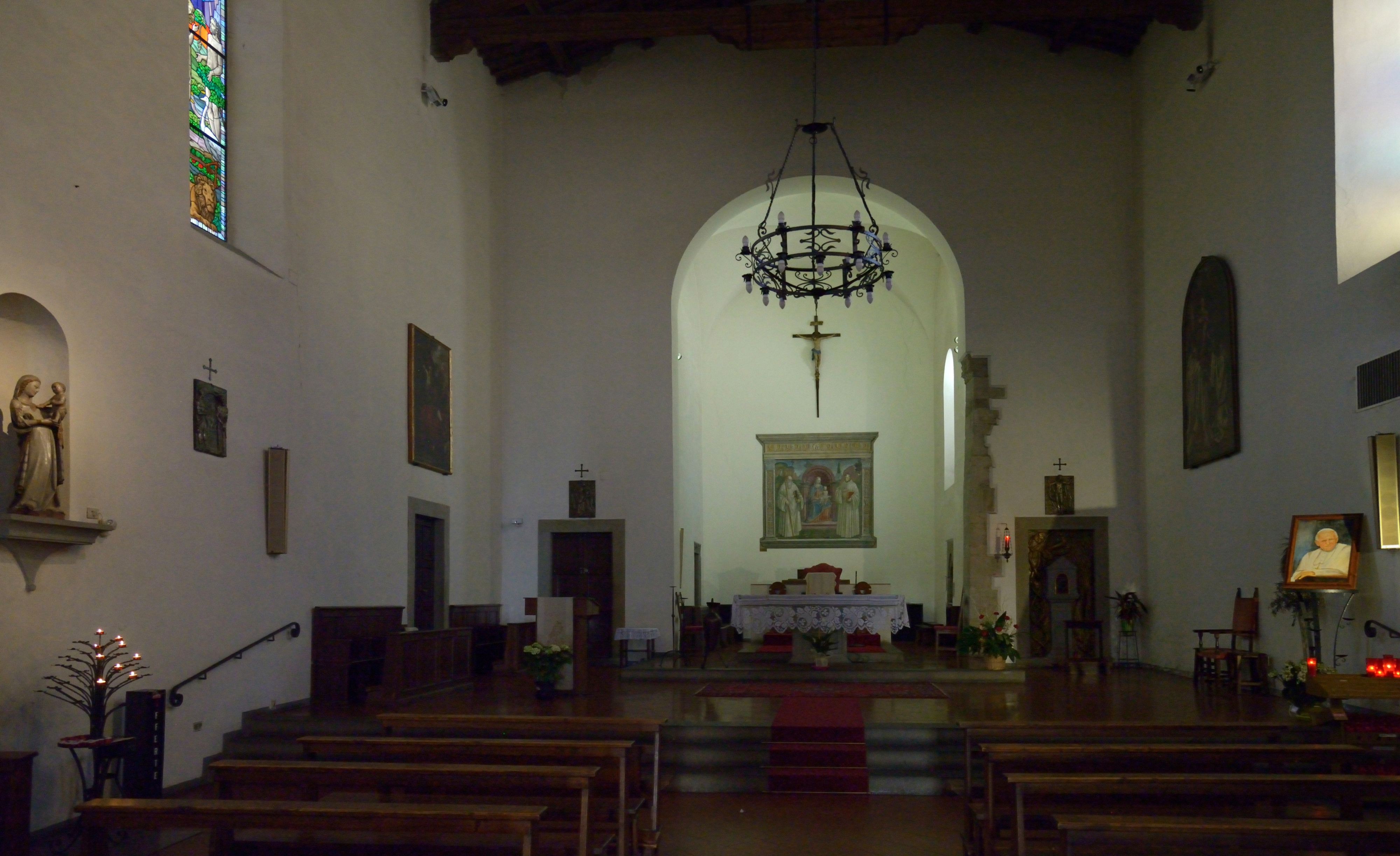
Церковь Сан Бернардо
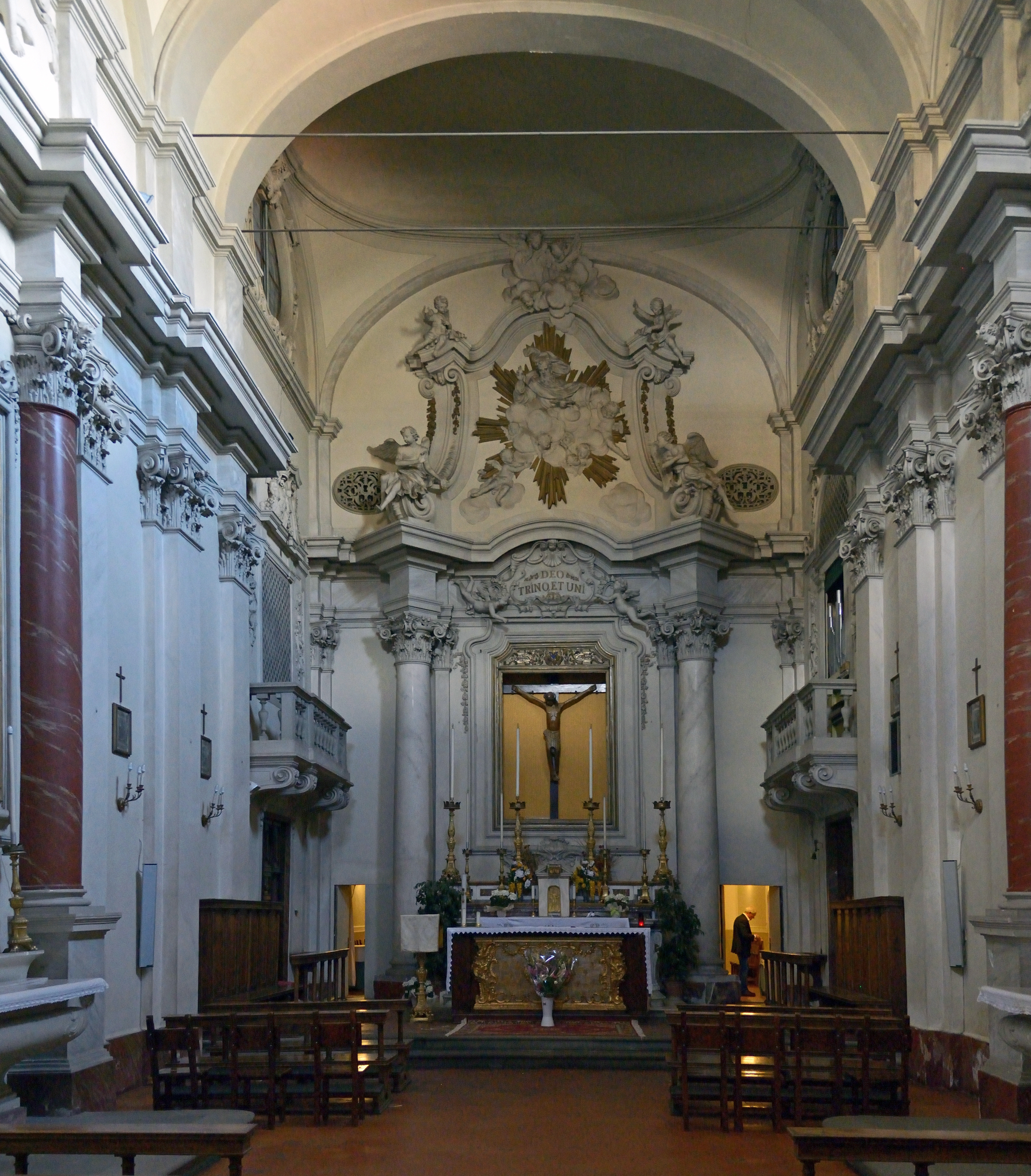
Церковь Святой Троицы
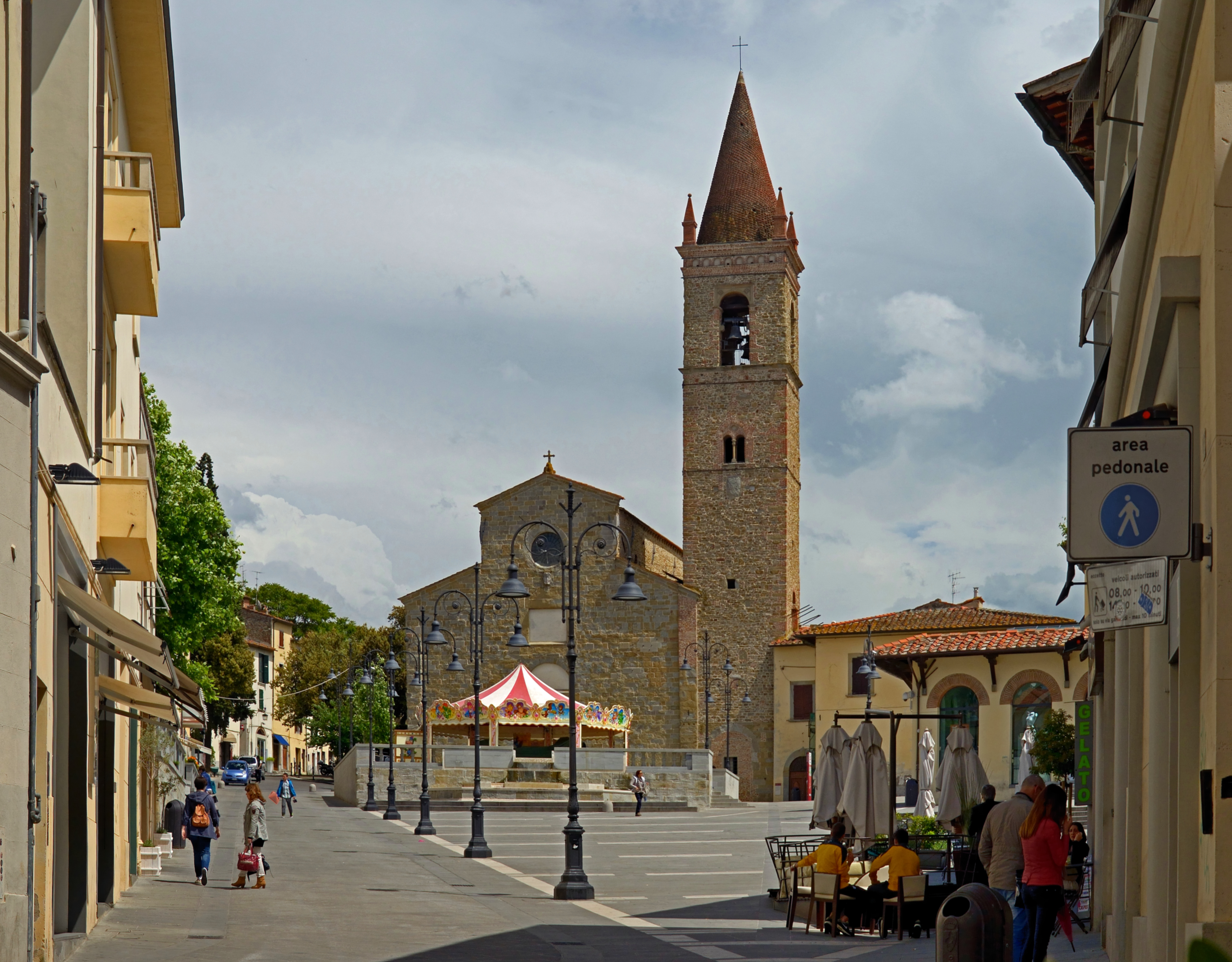
Церковь Св. Августина
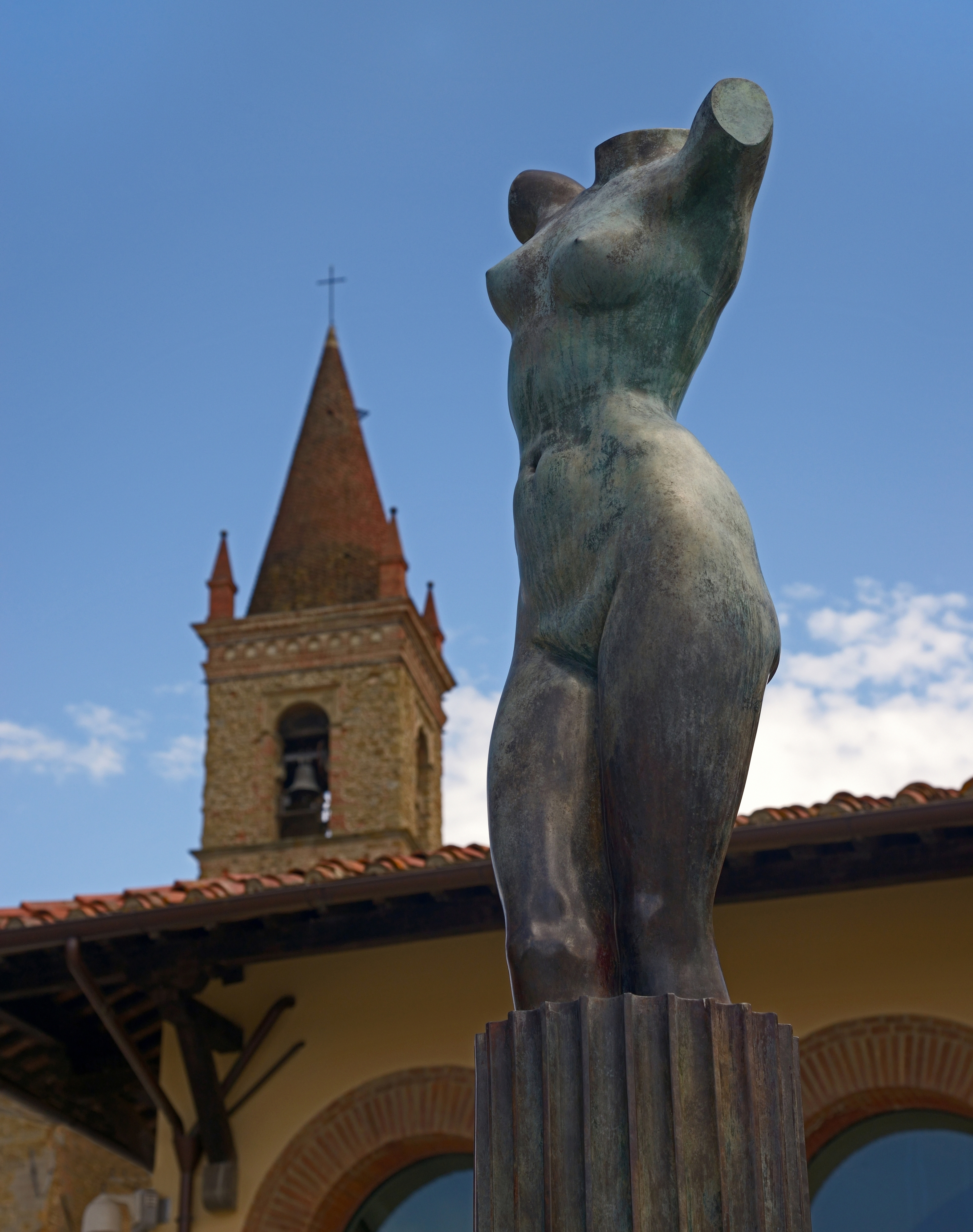
Современная скульптура около церкви Св. Августина
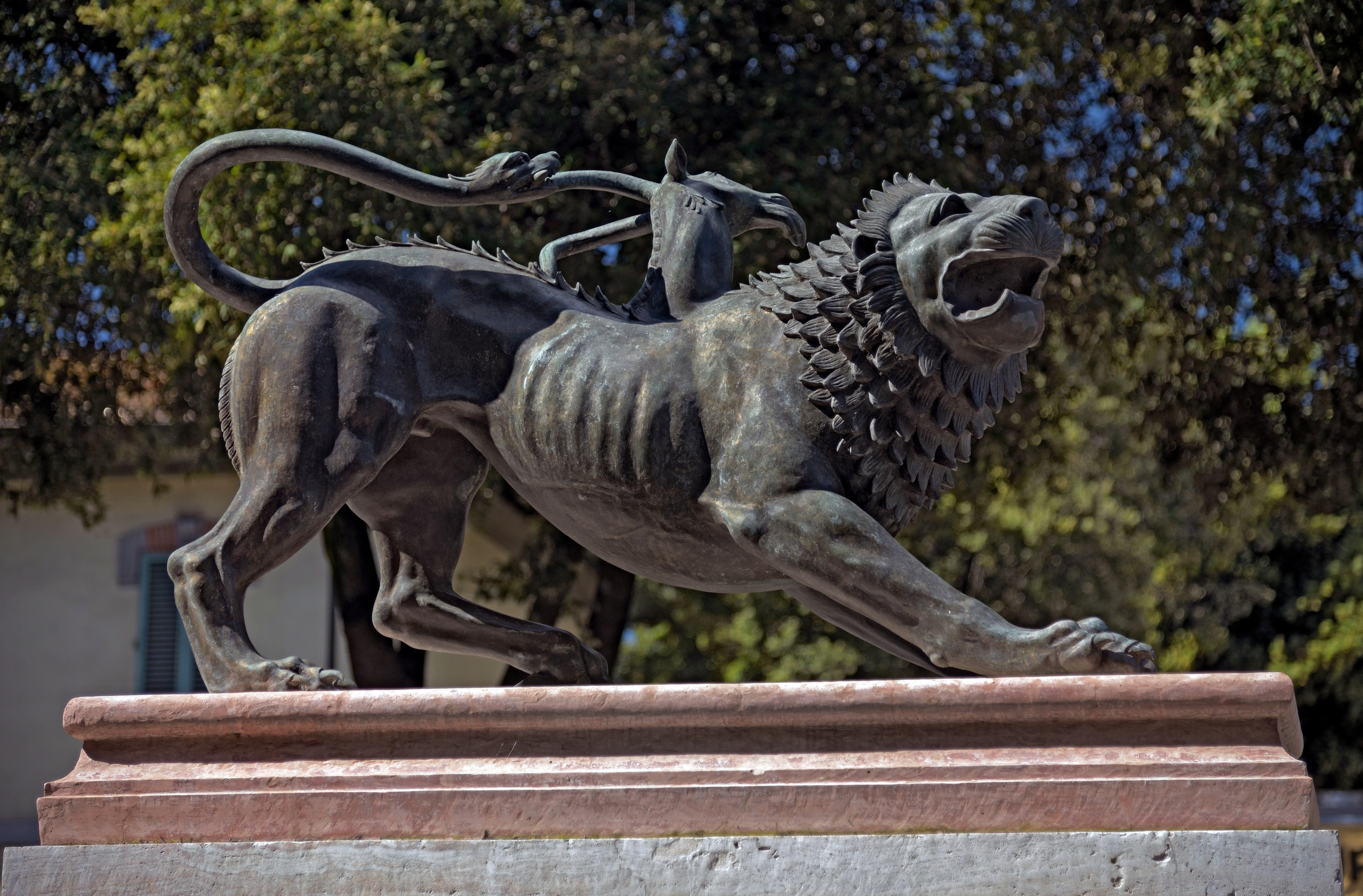
Химера
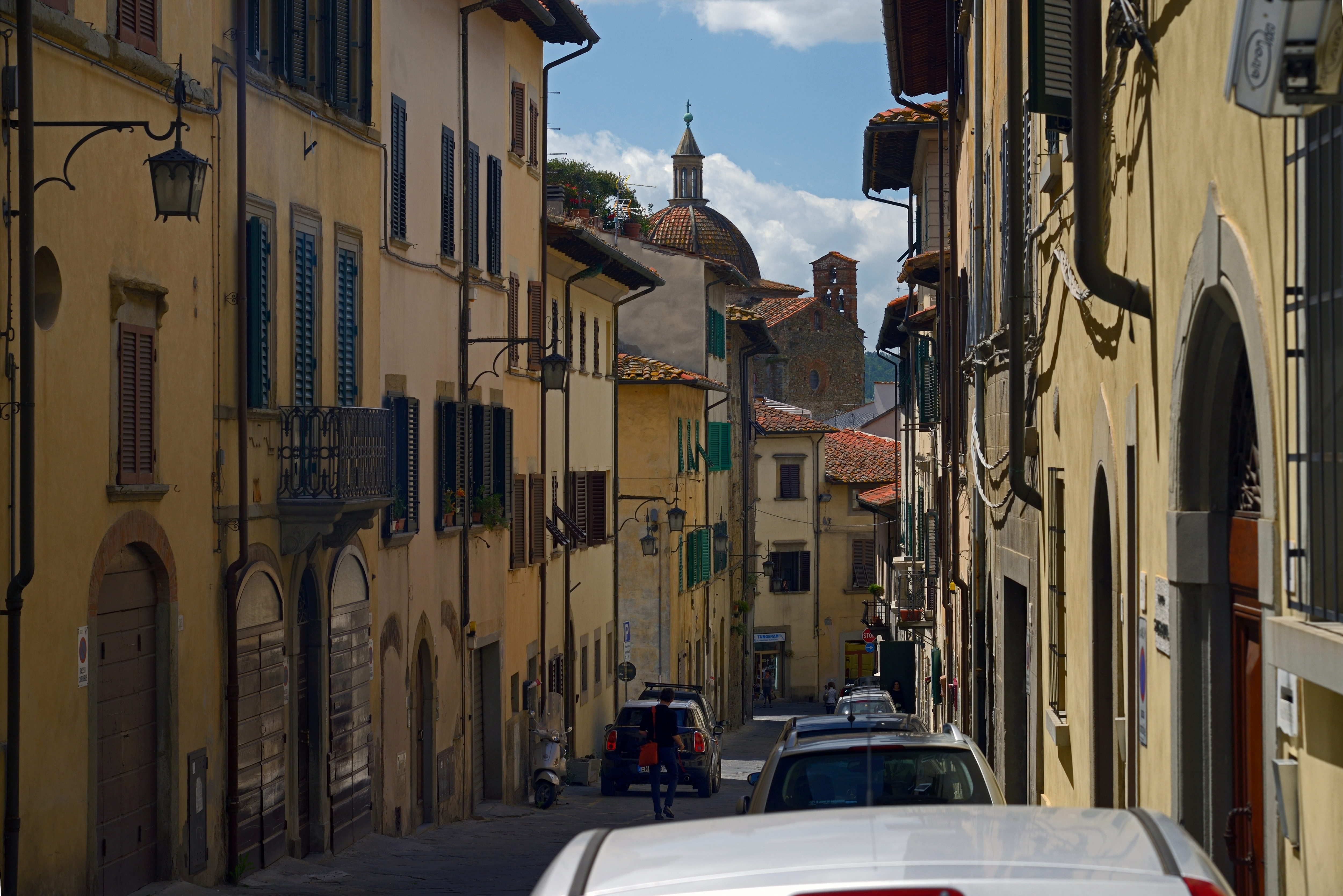
Улица в старом городе